# Prescott (Gloucestershire)
Pour les articles homonymes, voir Prescott.
Prescott est une paroisse civile et un village du Gloucestershire, en Angleterre.